# Будони
Будони (итал. Budoni) је насеље у Италији у округу Сасари, региону Сардинија.
Према процени из 2011. у насељу је живело 1277 становника. Насеље се налази на надморској висини од 7 м.

## Становништво
| 1951. | 1961. | 1971. | 1981. | 1991. | 2001. | 2011. |
| ----- | ----- | ----- | ----- | ----- | ----- | ----- |
| 2.037 | 2.421 | 2.646 | 3.111 | 3.650 | 3.929 | 4.846 |